# I'll Never Fall in Love Again
Pistes de Promises, Promises
Young Pretty Girl Like You Promises, Promises
I'll Never Fall in Love Again est une chanson américaine interprétée par Jerry Orbach et Jill O'Hara, composée par Burt Bacharach sur des paroles de Hal David et extraite de la comédie musicale Promises, Promises et sortie en 1968. Nommée au Grammy Award de la chanson de l'année en 1969, elle devient à l'époque un tube mineur pour Ella Fitzgerald puis est classée no 6 au Billboard Hot 100 dans une version de Dionne Warwick et single numéro un dans le UK Singles Chart dans une version de Bobbie Gentry. Devenue depuis un standard, I'll Never Fall in Love Again est à nouveau classée no 2 au UK Singles Chart en 1999 dans une version de Deacon Blue.

## Versions
Enregistrée par, :
- Johnny Adams
- Herb Alpert (instrumental)
- Liz Anderson
- Chet Atkins (instrumental)
- Burt Bacharach (instrumental)
- Shirley Bassey
- Dennis Brown
- Ruth Brown
- Betty Buckley en duo avec Tony Roberts
- Charlie Byrd (instrumental)
- The Carpenters
- Mary Chapin Carpenter
- Frank Chacksfield (instrumental)
- Floyd Cramer (instrumental)
- Elvis Costello avec Burt Bacharach
- Bing Crosby
- Deacon Blue
- Arthur Fiedler (instrumental)
- Angie Dickinson
- The 5th Dimension
- Sandy Duncan
- Ella Fitzgerald
- Grant Geissman (instrumental)
- Bobbie Gentry
- Grant Green (instrumental)
- Emmylou Harris
- Isaac Hayes
- Richard Hayman avec le Boston Pops Orchestra puis le RTÉ Concert Orchestra (instrumental)
- Ted Heath
- Florence Henderson
- Bibi Johns (en allemand : Die Liebe ist für mich forbei)
- Jack Jones
- Bradley Joseph (instrumental)
- Brian Kennedy
- Andre Kostelanetz (instrumental)
- Keff McCulloch (instrumental)
- Mantovani (instrumental)
- Richard Marx
- Johnny Mathis
- Tony Mottola (instrumental)
- Wenche Myhre (en norvégien : Vill aldrig mer bli kär igen)
- Jerry Orbach en duo avec Jill O'Hara
- Patti Page
- Fausto Papetti (instrumental)
- Franck Pourcel (instrumental)
- The Real Group
- Renaissance
- Royal Marines (instrumental)
- Martin Short
- Sitti
- Splitsville (instrumental)
- Dusty Springfield
- Viktoria Tolstoy
- Trijntje Oosterhuis
- Jerry Vale
- Caterina Valente
- Bobby Vinton
- Dionne Warwick
- The Whitlams
- Klaus Wunderlich (instrumental)